# Knüllwald
Knüllwald är en kommun i Hessen i Tyskland med ungefär 5 000 invånare.
Kommunen bildades 31 december 1971 genom en sammanslagning av de tidigare kommunerna Appenfeld, Ellingshausen, Hergetsfeld, Oberbeisheim, Reddingshausen, Remsfeld, Schellbach, Völkershain och Wallenstein.  Kommuenerna Berndshausen, Niederbeisheim und Rengshausen gick upp i Knüllwald 1 januari 1974.